# 靖州 (羁縻州)
靖州，中国唐朝时设置的州。
唐高祖武德八年（625年），以协州靖川县、分协县置靖州。治所在靖川县（今云南省宣威市龙潭镇）。下辖靖川县、分协县（今云南省宣威市城区）。唐高宗永徽三年（652年）改为羁縻州。治所在今云南省昭通市昭阳区永丰镇。唐玄宗天宝十五载（756年），被南诏占据。唐代宗乾元二年（766年）在戎州境内设置靖州，治所在今云南省大关县翠华镇。